# VEB Karosseriewerke Halle

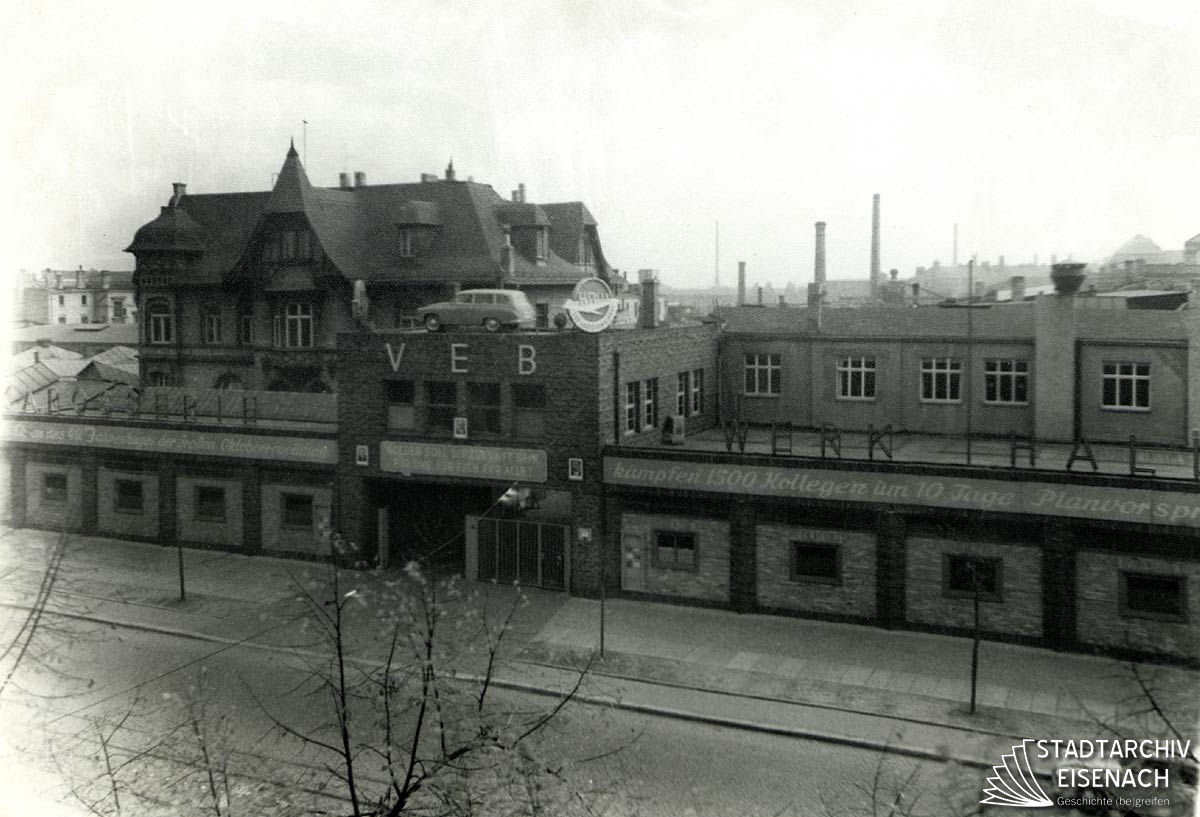
Haupteingang und Verwaltungsgebäude des Betriebsteil 1 des VEB Karosseriewerke Halle in der Merseburger Straße

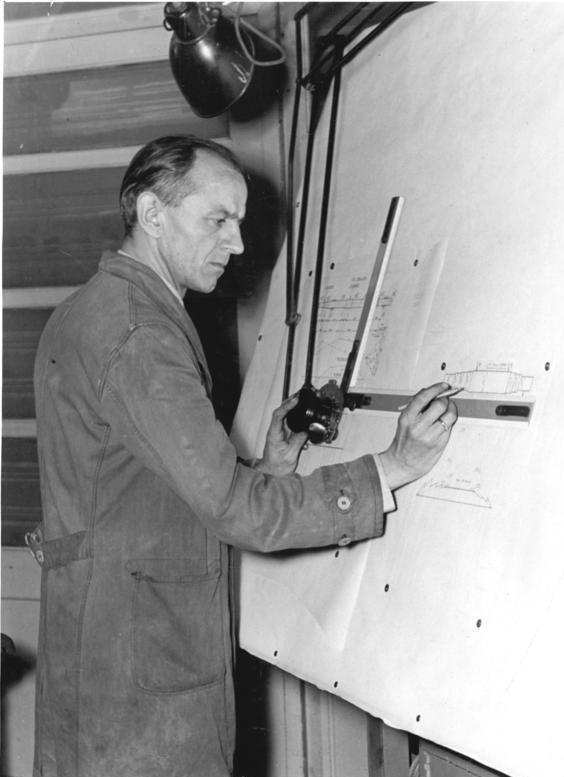
Ingenieur Johannes Hüttl, Leiter des Konstruktionsbüros für Vorrichtungsbau im VEB Karosseriewerk Halle, 1951

Der VEB Karosseriewerke Halle war ein 1950 gegründetes Fahrzeug- und Karosseriewerk des Industrieverbandes Fahrzeugbau in Halle (Saale).

## Geschichte
Der VEB Karosseriewerke Halle entstand 1950 durch die Zusammenlegung der zuvor enteigneten Fahrzeug- und Karosseriebauunternehmen Ludwig Kathe & Sohn in Diemitz und der Karosseriewerke Otto Kühn in der Merseburger Straße und unterstand bis 1959 dem Ministerium für Transportmittel- und Landmaschinenbau, Hauptverwaltung Automobil- und Traktorenbau der DDR. Zunächst führten die ehemaligen Unternehmen Otto Kühn und Ludwig Kathe ihre ursprüngliche Produktion fort, bis sich der Betriebsteil 1 (ehemals Kühn) auf die Serienherstellung von Karosserien für den IFA H3A sowie den Framo V 901 und der Betriebsteil 2 (ehemals Kathe) sich auf die Herstellung von Kabinen und Fahrerhäusern für LKW- und Traktoren sowie verschiedene Spezialaufbauten spezialisierte.
Anfang der 1960er Jahre wurde dem VEB Karosseriewerke Halle der VEB Karosseriewerk Aschersleben als zukünftiger Betriebsteil 3 und die VEB Karosseriewerke Meerane und Erfurt sowie der VEB Multicar Köthen angegliedert. Ab 1965 wurden all diese Karosseriewerke im VEB IFA-Karosseriewerk Dresden zusammengefasst. Im Jahr 1977 führten Umstrukturierungen in der Wirtschaft der DDR, hin zu einer Planwirtschaft, dazu, dass der VEB Karosseriewerke Halle der Vereinigung Volkseigener Betriebe Automobilbau unterstellt wurde. Von 1978 bis Ende 1983 gehörte der VEB Karosseriewerke Halle zum Kombinat Spezialaufbauten und Anhänger „Ernst Grube“ in Werdau und ab 1984 zum Kombinat Personenkraftwagen Karl-Marx-Stadt.
Der VEB Karosseriewerke Halle wurde 1990 durch die Treuhandanstalt abgewickelt. Nach der Wende wurde die Karosseriewerk Halle GmbH gegründet, die zum 20. März 1991 aufgrund wirtschaftlicher Schwierigkeiten ebenfalls abgewickelt wurde.

## Produkte

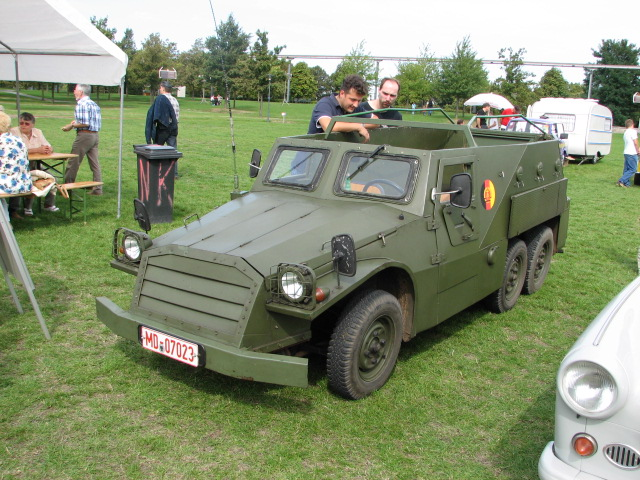
Fahrzeug für die vormilitärische Ausbildung in der DDR mit einer dem SPW-152 nachempfundenen Karosserie aus dem VEB Karosseriewerk Halle

Von 1952 bis 1967 wurden mehr als 30.000 Karosserien für den Wartburg 311 und 312 Kombi und anschließend bis 1990 rund 140.000 Karosserien für den Wartburg 353 Tourist hergestellt. Parallel dazu wurden jährlich rund 2000 Robur mit geschlossenem Aufbau, 850 mit Kofferaufbau sowie 500 Robur-Busse produziert. Wie viele andere Betriebe der DDR war auch der VEB Karosseriewerke Halle im Rahmen der Konsumgüterproduktion verpflichtet, Bedarfsgüter herzustellen, die mit der eigentlichen Aufgabe des Karosseriebaus nichts zu tun hatten. Dazu gehörten Teile für Schalensessel, Hutablagen für Wartburg, Unterbau-Rollkästen für Herde, Kohlezangen und Kohlenschütten.

### Betriebsteil 1
Im Betriebsteil 1 in der Merseburger Straße () in Halle (Saale) begann 1953 eine Zusammenarbeit mit dem VEB Automobilwerk Eisenach, die eine Verlagerung der Produktion der Kombikarosserien und der dazugehörigen Karosserieersatzteile für den IFA F 9 und den EMW 340 von Eisenach nach Halle (Saale) nach sich zog. Die Konstruktions- und Produktentwicklungsabteilung im Betriebsteil 1 entwickelte die Karosseriesondervarianten für den Wartburg 311/9 Kombi sowie auf ihm basierende Kranken- und Polizeifahrzeuge und stellte diese ab 1955 her. Mitte der 1960er Jahre und mit der Entwicklung des Wartburg Tourist 353/9 führten die VEB Karosseriewerke Halle faserverstärkte ungesättigte Polyesterharze im Karosseriebau ein. Sie entwickelten darüber hinaus neuartige Konstruktionen aus Aluminiumrahmen und Wabenplatten für LKW-Aufbauten. Die Gebäude wurden nach der Liquidation 1991 abgerissen und zu Parkplätzen umgenutzt, einzig die Villa Merseburger Straße 65, die als Verwaltungsgebäude diente, ist noch erhalten.

### Betriebsteil 2
Im Betriebsteil 2 südöstlich der Berliner Straße im halleschen Stadtteil Diemitz () wurden ab 1949 und bis zur Übernahme durch die Treuhandanstalt 1990 überwiegend LKW-Aufbauten für die Phänomen-Fahrzeuge Phänomen Granit 27 und Phänomen Granit 30K sowie Robur LO 2500 der Robur-Werke Zittau hergestellt. Daneben wurden Frontlenker-Omnibusse und Mehrzweck-Kastenwagen sowie Karosserie-Sondermodelle gefertigt. Beispielsweise produzierte man für die Nationale Volksarmee Werkstattwagen, Planenaufbauten sowie den Leicht absetzbaren Koffer (LAK) für Robur, IFA W50, IFA L60, KrAZ und Ural. Das Areal wurde nach der Wende von der Mäc-Geiz-Handelsgesellschaft und wird seit 2011 von relaxdays genutzt.